# Wrzesiny (województwo łódzkie)
Wrzesiny – wieś w Polsce położona w województwie łódzkim, w powiecie łaskim, w gminie Sędziejowice.
W latach 1975–1998 miejscowość należała administracyjnie do województwa sieradzkiego.
Częścią Wrzesin jest dawniej samodzielna miejscowość Wrzesiny-Kolonia.